# Ella-Amida
Ella-Amida fut roi d’Aksoum, père d’Ezana. Son règne s’achève vers 320-325. Le nom d'Ousanas apparaît sur ses monnaies.
Stuart Munro-Hay (en) l'identifie dans le texte de la stèle II du Monumentum Adulitanum (en) et, par recoupement des observations numismatiques, parvient à recomposer son nom complet et titre : Ousanas 'Ella 'Amida, man of Gisene.
Il effectue une série de campagnes militaires en Nubie contre le royaume de Koush et étend le territoire du royaume d'Aksoum. La durée de son règne est indéterminée, mais sur base de ces conquêtes il se situe probablement entre 310 et 330.
La nature exacte et la durée des conquêtes restent toutefois imprécises. Quelques textes font mention de pillages et de l'installation d'une statue à l'effigie du nouveau roi à Méroé, la capitale koushite conquise. Un incident suffisamment important est également mentionné, impliquant des femmes et enfants nobles qui auraient été faits prisonniers durant la guerre et dont les navires de transports sont saisis. L'analyse combinée de plusieurs sources donne une version alternative au contexte du conflit dans lequel Ella-Amida intervient sur le territoire koushite afin de le pacifier, en réaction à une forte révolte koushite contre l'hégémonie d'Aksoum. Ceci signifierait que le royaume serait alors déjà dans sa sphère d'influence lors du déclenchement du conflit. 
Le voyageur byzantin Cosmas Indicopleustès, en visite à Aksoum vers 525, a recopié une inscription du roi Ella-Amida commémorant ses victoires, notamment sur Méroé : 

« Il a fait tracer une route qui va de ses États à l’Égypte, s’est emparé de la région du lac Tana et du pays de Sassou, au sud du Nil Bleu, riche en or. À l’est, il a soumis le cap des Aromates (cap Gardafui), les pays de l’encens et de la myrrhe, et ordonné aux Sobates de surveiller le détroit de Bab-el-Mandeb. Il a envoyé une flotte et une armée au Yémen et soumis les Arabes au tribut. »